# محمود أباد (زين أباد)
محمود أباد (بالفارسية: محمودآباد) هي قرية تقع في إيران في قسم زين أباد الريفي. يقدر عدد سكانها بـ 40 نسمة .